# Коршево (Кимрский район)
Коршево — деревня в Кимрском районе Тверской области, входит в состав Быковского сельского поселения.

## География
Деревня расположена в 5 км на юго-запад от центра поселения деревни Радомино и в 59 км на северо-запад от города Кимры, в 1 км от деревни на северо-восток находится урочище Малое Новоселье (Бакланово).

## История
В 1828 году в селе Малое Новоселье близ деревни была построена каменная Воскресенская церковь с 2 престолами, метрические книги с 1780 года. 
В конце XIX — начале XX века деревня Коршево вместе с селом входили в состав Горицкой волости Корчевского уезда Тверской губернии. 
С 1929 года деревня являлась центром Коршевского сельсовета Горицкого района Кимрского округа Московской области, с 1935 года — в составе Калининской области, с 1963 года — в составе Кимрского района, с 1994 года — в составе Быковского сельского округа, с 2005 года — в составе Быковского сельского поселения.

## Население
| 1859 | 1887 | 2002 | 2008 | 2010 |
| ---- | ---- | ---- | ---- | ---- |
| 150  | ↗164 | ↘12  | ↘9   | ↘5   |

## Достопримечательности
В урочище Малое Новоселье (Бакланово) близ деревни расположена недействующая Церковь Воскресения Словущего (1828).